# Special Edition EP
Special Edition EP – video z koncertowymi utworami jednego z najważniejszych zespołów brytyjskiego hard rocka późnych lat sześćdziesiątych – Deep Purple.
Na tym video zespół występuje w ich najbardziej kreatywnym składzie linii Mk IIa.
Wideo zawiera trzy utwory zarejestrowane dla niemieckiej telewizji pochodzące z końca lat 60 i początku lat 70.
W roku 2002 materiał wydany został na DVD przez Classic Pictures Entertainment, system PAL / 1.33:1, aspect ratio: 4:3 – 1.33:1, audio: 5.1 Dolby Digital / 5.1 DTS.

## Lista utworów

### EP
1. "Highway Star" (1972)
  - z albumu Machine Head
2. "No, No, No" (1971)
  - z albumu Fireball
3. "Hallelujah" (Roger Greenaway, Roger Cook) (1969)
  - pierwsze nagranie dokonane w tym składzie 10 lipca 1969 przed małą widownią w londyńskim klubie Speakeasy Club.
  - Utwór nie był dostępny na jakimkolwiek innym wydanym albumie. Ukazał się dopiero w roku 1978 na winylowej składance The Deep Purple Singles A’s and B’s i później w 1998 na składance 30: Very Best of Deep Purple

### DVD
1. Highway Star
2. No, No, No
3. Hallelujah
4. Pop-up DVD
5. Previews
6. DVD Jukebox[1]

## Wykonawcy
- Jon Lord – organy Hammonda, instrumenty klawiszowe
- Ian Paice – perkusja
- Ritchie Blackmore – gitara
- Roger Glover – gitara basowa
- Ian Gillan – śpiew